# Hemioedema gruveli
Hemioedema gruveli is een zeekomkommer uit de familie Cucumariidae.
De wetenschappelijke naam van de soort werd in 1929 gepubliceerd door E. Hérouard.